# Club des Belugas

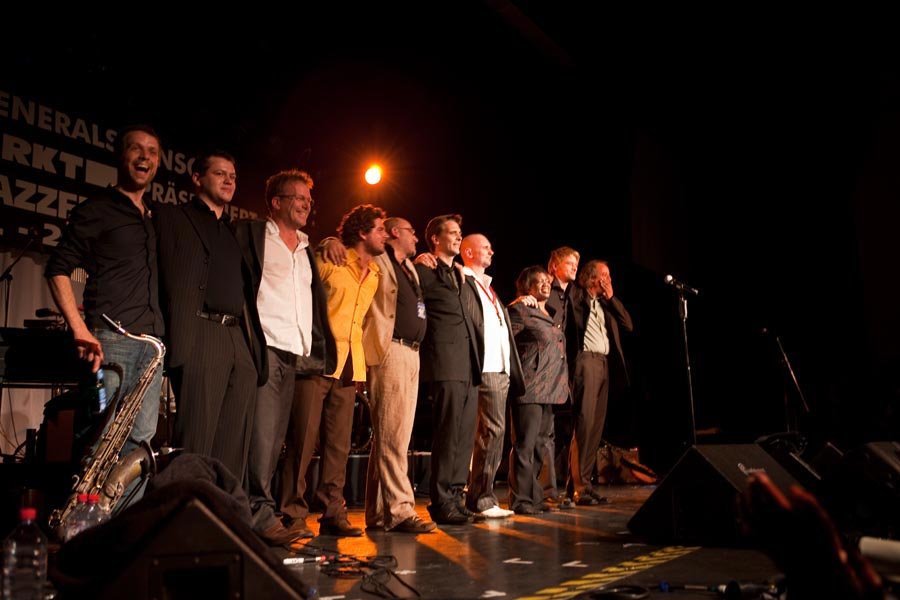
Club des Belugas (2009)

Club des Belugas ist eine Nu-Jazz- und Lounge-Formation in Deutschland. Der Kern von Club des Belugas besteht aus Maxim Illion und Kitty the Bill; sie werden unterstützt von verschiedenen Jazzsängern und Instrumentalisten, darunter Reiner Winterschladen, Mickey Neher, Brenda Boykin und Ester Rada.

## Geschichte
Das Projekt wurde 2002 in Wuppertal gegründet. Bereits im gleichen Jahr wurde das erste Album veröffentlicht, Caviar at 3 a.m., 2003 dann Minority Tunes. Im Jahr 2006 folgte das dritte Album apricoo soul, auf dem sich der weltweit erste von Capitol Records/EMI und der Familie von Dean Martin autorisierte Remix von Martins Klassiker Mambo Italiano befindet. Zwei Jahre später, 2008, wurde SWOP veröffentlicht, im darauffolgenden Jahr Zoo Zizaro. 2012 erschien Forward; aus diesem Album wurde die Single Save a Little Love for Me ausgekoppelt. 2013 erschien das Album The ChinChin Sessions, welches in Zusammenarbeit mit dem Mannheimer Trompeter Thomas Siffling entstand.
Club des Belugas haben ihre Alben Forward und The ChinChin Sessions (Stand: 2013) bei dem Label Chinchin Records veröffentlicht; zuvor standen sie bei audiographics unter Vertrag.

## Erfolg
Mehrere Aufnahmen, z. B. hip hip chin chin und Gadda Rio (beide auf dem Album Minority Tunes), erreichten die Deutschen Club-Charts und konnten sich darin in den Top Ten positionieren. Insgesamt wurden Stücke der Band auf mehr als vier Millionen Tonträgern vertrieben, zu denen nicht nur CDs der Band selber gehören, sondern auch verschiedene Compilations. 
Club des Belugas geben weltweit Konzerte, auch auf Jazzfestivals. Allein zwischen 2007 und 2010 waren sie mehr als hundertmal live zu sehen. Zwischen Juni und September 2007 unternahm die Band eine Konzertreise durch die Volksrepublik China.
Ihre Musik wurde für zahlreiche Werbespots von größeren Unternehmen verwendet, so z. B. für Spots von verschiedenen Autoherstellern wie Mercedes-Benz und BMW.

## Musik
Neben akustischen Instrumenten finden vielfach elektronisch erzeugte Klänge ihre Verwendung. Der Einfluss von Jazz, Soul, Latin, Swing und Lounge ist hörbar; meist sind die Stücke sehr gut tanzbar.

## Bandmitglieder

### Studioband
- Maya Fadeeva – Gesang
- Maxim Illion – Keyboard, Bass & Percussion
- Kitty the Bill – Keyboard
- Brenda Boykin – Gesang
- Anne Schnell – Gesang
- Iain Mackenzie – Gesang
- Anna Luca – Gesang
- Ferank Manseed – Gesang
- Roman Babik – Piano
- Dean Bowman – Gesang
- Detlef Höller – Gitarre
- Reiner Winterschladen – Trompete
- Lars Kuklinski – Trompete
- Karlos Boes – Saxophon
- Philipp Schug – Posaune
- Greg Adams – Horn
- Matze Bangert – Bass
- Mickey Neher – Schlagzeug
- Daniel Knop – Schlagzeug
- Dirk Sengotta – Schlagzeug

### Liveband
Club des Belugas Orchestra:
- Brenda Boykin – Gesang
- Anna Luca – Gesang
- Mickey Neher – Schlagzeug
- Matze Bangert – Bass
- Maxim Illion – Keyboard
- Roman Babic – Keyboard
- Detlef Höller – Gitarre
- Philipp Schug – Posaune
- Lars Kuklinski – Trompete
- Karlos Boes – Saxophon
- Kay Vester – Percussion

Club des Belugas Quartet:
- anna.luca – Gesang
- Christian Mohrhenn – Schlagzeug & Elektronik
- Jonas Bareiter – Bass
- Mathias Höderath – Keyboard & Elektronik

## Diskographie
Alben
- 2002 – Caviar at 3 a.m.
- 2003 –  Minority tunes
- 2006 –  Apricoo Soul
- 2008 –  SWOP
- 2009 –  Zoo Zizaro
- 2011 –  Live
- 2012 – Forward
- 2013  - Club des Belugas & Thomas Siffling - The Chinchin Sessions
- 2014 –  Fishing for Zebras
- 2016 –  Nine
- 2018 – Club des Belugas & Thomas Siffling – Ragbag
- 2019 – Strange Things Beyond The Sunny Side
- 2021 –  How To Avoid Difficult Situations

Singles
- 2012 – Save a Little Love for Me